# Серебренников, Николай Николаевич (актёр)
Николай Николаевич Серебренников (3 августа 1922 — 25 августа 2003) — советский актёр театра и кино.

## Биография
Родился в 1922 году в Москве.
Участник Великой Отечественной войны с октября 1941 года, сержант, командир зенитного орудия 182-го отдельного зенитного артиллерийского дивизиона, дошёл до Будапешта, дважды был ранен. Награждён медалью «За боевые заслуги» (1945) и Орденом Отечественной войны I степени (1985).
После войны в 1951 году окончил ГИТИС и следующие 50 лет — с 1951 по 2001 год — актёр Московского театра на Малой Бронной.
В эпизодических ролях снимался в кино, а также участвовал во многих — более двадцати — фильмах-спектаклях постановки театра на Малой Бронной.
Умер в 2003 году.

## Фильмография
- 1969 — Комендант Лаутербурга — Яворский
- 1970 — Освобождение- командующий 1-й воздушной армией
- 1971 — Собака Баскервилей — служащий гостиницы
- 1971 — Что делать? — эпизод
- 1971—1972 — Следствие ведут ЗнаТоКи:
  - 1971 — Чёрный маклер / Дело N1 — Волхов, подсудимый (нет в титрах)
  - 1971 — С поличным / Дело N3 — Николай Иванович Леонов, сторож
  - 1972 — Динозавр / Дело N5 — эпизод
  - 1972 — Несчастный случай / Дело N7 — свидетель в очках (нет в титрах)
- 1972 — Красные курсанты (фильм-спектакль) — Лоханя
- 1972 — Моби Дик (фильм-спектакль) — Арчи
- 1973 — В номерах (фильм-спектакль) — Зрачков
- 1973 — Человек со стороны (фильм-спектакль) — член парткома (нет в титрах)
- 1973 — Мегрэ и человек на скамейке (фильм-спектакль) — жандарм в участке (нет в титрах)
- 1975 — Возвращение (фильм-спектакль) — лакей
- 1975 — Светлые ожидания (фильм-спектакль) — эпизод (нет в титрах)
- 1979 — Варвары (фильм-спектакль) — Ивакин Иван Иванович, пчеловод
- 1980 — Тайна Эдвина Друда — фонарщик
- 1982 — Попечители (фильм-спектакль) — официант в клубе (нет в титрах)
- 1983 — Отпуск по ранению (фильм-спектакль) — швейцар в «Коктейль-холле»
- 1985 — Исполнить свой долг (фильм-спектакль) — управляющий в типографии
- 1985 — Сцены из трагедии М.Лермонтова «Маскарад» (фильм-спектакль) — слуга